# چاه سبز بهمن خانی
چاه سبز بهمن خانی یک منطقهٔ مسکونی در ایران است که در دهستان زیرآب واقع شده‌است. چاه سبز بهمن خانی ۶۰ نفر جمعیت دارد.